# Vineri 13: Jason eliberat
Vineri 13: Jason eliberat (titlu original: Friday the 13th Part VI: Jason Lives) este un film american de groază din 1986 scris și regizat de Tom McLoughlin.

## Prezentare
La ceva timp după evenimentele de la Pinehurst Halfway House, Tommy Jarvis este eliberat din instituția de boli mintale, în ciuda faptului că are halucinații cu ucigașul în masă Jason Voorhees, pe care l-a ucis cu ani în urmă. Se întoarce la Crystal Lake, acum redenumit Forest Green, pentru a-și înfrunta temerile, împreună cu prietenul său Allen Hawes. Cei doi vizitează mormântul lui Jason, noaptea, în timpul unei furtuni, sperând să dea foc cadavrului ucigașului și să pună capăt, în cele din urmă, coșmarurilor lui Tommy. După ce a dezgropat cadavrul lui Jason, Tommy se confruntă cu amintiri ale ultimei sale întâlniri cu Jason și îi lovește cu furie corpul de un stâlp de gard metalic, exact în momentul în care două fulgere lovesc stâlpul, făcându-l pe Jason să revină la viață ca un zombie nemuritor. Jason îl omoară pe Hawes și își pune pe față masca de hochei, pe care Tommy a adus-o cu el. Tommy fuge la biroul șerifului pentru a avertiza poliția despre întoarcerea lui Jason, doar pentru a fi arestat și închis. Avertismentul său cu privire la întoarcerea lui Jason nu este ascultat de șeriful Mike Garris, care știe că  Tommy a fost într-o instituție de boli mintale și crede că acesta halucinează despre întoarcerea lui Jason. Pe drum, consilierii de tabără Darren Robinson și Lizabeth Mott se pierd în căutarea Camp Forest Green și sunt opriți de Jason, care îi ucide pe amândoi.
În dimineața următoare, fiica lui Garris, Megan, și prietenii ei Sissy Baker, Cort Andrews și Paula Mott sosesc la secția de poliție pentru a raporta dispariția lui Darren și Lizabeth. Tommy îi avertizează despre Jason, dar, deoarece acum este considerat o legendă urbană, ei ignoră avertismentele, iar Megan devine atrasă de Tommy. În pădure, Jason dă peste un joc de paintball corporativ; el ucide pe toți cei cinci membri (trei prin decapitare, al patrulea prin dezmembrare și la al 5-lea i-a zdrobit fața deun copac). Apoi ia o macetă, astfel este dezvăluit că acum are o putere supraomenească ca urmare a învierii sale.
La Camp Forest Green, copiii sosesc cu autobuzul, iar adolescenții fac tot posibilul să conducă tabăra fără Darren și Lizabeth. Între timp, Garris decide să-l escorteze pe Tommy în afara jurisdicției sale datorită influenței sale asupra fiicei sale Megan. Pe drum, Tommy încearcă să fugă spre mormântul lui Jason, dar constată că groparul l-a acoperit pentru a nega responsabilitatea pentru că a fost dezgropat, iar trupul lui Hawes este îngropat în locul lui. Tommy este apoi încătușat și escortat în afara orașului de către Garris, care îl avertizează să nu se mai întoarcă niciodată. În acea noapte, Jason îl ucide pe gropar și un cuplu din apropiere care sunt martori la crimă. Între timp, Cort iese să facă sex cu o fată pe nume Nicola Parsley, dar Jason îi ucide pe amândoi. Oamenii șerifului găsesc cadavrele victimelor, iar Garris crede că Tommy este vinovat de crime, crezând că a înnebunit și se crede Jason.
Tommy o sună pe Megan și o convinge să-l ajute să-l ademenească pe Jason înapoi la Crystal Lake. Între timp, Jason se îndreaptă spre tabără și o ucide atât pe Sissy, cât și pe Paula, dar se abține să facă rău copiilor. Între timp, Tommy și Megan sunt prinși de Garris. În ciuda alibiului lui Megan că era cu Tommy, el nu îl crede nevinovat și îl arestează, apoi merge în tabără pentru a investiga. În timp ce Tommy și Megan îl păcălesc pe ajutorul de șerif pentru a scăpa, Jason îl ucide pe Garris și alți doi adjuncți când ajung în tabără.
Jason este pe cale să o omoare pe Megan când Tommy îl cheamă în lac; aparent acesta își amintește că a fost ucis de Tommy. Astfel Jason îl urmărește pe Tommy. Tommy este atacat într-o barcă în mijlocul lacului și leagă un bolovan de gâtul lui Jason pentru a-l prinde în capcană. Jason ripostează, ținându-l pe Tommy sub apă suficient de mult încât aparent acesta se îneacă. Megan se grăbește să-l salveze, dar este aproape ucisă când Jason o apucă de picior; ea pornește motorul bărcii care taie o parte din gâtul lui Jason, iar acesta îi dă drumul. Ea îl duce pe Tommy înapoi la țărm și îl resuscită. Tommy spune că în sfârșit s-a terminat și că Jason este acasă. Sub apă, este dezvăluit că Jason este încă în viață, deși ancorat pe fundul lacului, așteptând o altă ocazie de a se întoarce.

## Distribuție
- Thom Mathews - Tommy Jarvis
- Jennifer Cooke - Megan Garris
- David Kagen - Sheriff Mike Garris
- Kerry Noonan - Paula Mott
- Renée Jones - Elizabeth "Sissy" Baker
- Tom Fridley - Carter "Cort" Andrews
- Darcy DeMoss - Nicola "Nikki" Parsley
- Nancy McLoughlin - Lizbeth Mott
- Tony Goldwyn - Darren Robinson
- Alan Blumenfeld - Larry
- Matthew Faison - Stan
- Ann Ryerson - Katie
- Ron Palillo - Allen Hawes
- Vincent Guastaferro - Deputy Rick Cologne
- Michael Swan - Officer Pappas
- Courtney Vickery - Nancy
- Whitney Rydbeck - Roy
- Bob Larkin - Martin
- Wallace Merck - Burt
- Roger Rose - Steven Halavex
- Cynthia Kania - Annette Edwards
- Michael Nomad - Officer Thornton
- Justin Nowell - Billy
- Tommy Nowell - Tyen
- C. J. Graham & Dan Bradley - Jason Voorhees